# 大柳镇 (武威市)
大柳镇，原为大柳乡，是中华人民共和国甘肃省武威市凉州区下辖的一个乡镇级行政单位。2018年3月撤乡设镇。区划代码改为620602131 。

## 行政区划
大柳镇下辖以下地区：
桥坡村、大柳村、烟房村、东社村、西社村、湖沿村和王城村。